# Trichilia inaequilatera
Trichilia inaequilatera là một loài thực vật có hoa trong họ Meliaceae. Loài này được T.D.Penn. miêu tả khoa học đầu tiên năm 1981.